# Maison au 31, rue du Bain-aux-Plantes à Strasbourg
La maison au 31, rue du Bain-aux-Plantes est un monument historique situé à Strasbourg, dans le département français du Bas-Rhin.

## Localisation
Ce bâtiment est situé au 31, rue du Bain-aux-Plantes à Strasbourg.

## Historique
L'édifice fait l'objet d'un classement au titre des monuments historiques depuis 1927.

## Architecture
Il s'agit d'une maison à colombages.